# La Sainte Famille (Goya)
La Sainte Famille (en espagnol : La Sagrada familia) est une huile sur toile de style rococo peinte par Francisco de Goya vers 1780 pour la décoration de la basilique de Nuestra Señora del Pilar de Saragosse, qui était sur le point de se terminer.
Elle fut acquise par le musée du Prado en 1877, sur ordre du roi Alphonse XII d’Espagne, qui la paya 2000 pesetas aux héritiers de Manuel Chávez, a qui Goya la vendit après qu’elle eut été refusée par les commanditaires chargés de la construction de l’édifice religieux.
L’influence d'Anton Raphael Mengs dans cette œuvre de jeunesse est notable.